# Marrabenta
Marrabenta é uma forma de música-dança típica de Moçambique e o seu nome foi derivado da palavra portuguesa: "rebentar". Incorporou vários ritmos folclóricos como os Magika, Xingombela e Zukuta, sendo também sujeita à influência ocidental. Foi desenvolvida em Maputo, a capital de Moçambique, que até à independência daquele país, era conhecida como Lourenço Marques.
Começou no final dos anos 30, com artistas mais antigos como Fany Mpfumo e Dilon Djindji, que iniciaram a sua carreira em 1939. Torna-se popular na década de 1950 com conjuntos como Djambu e Hulla-Hoope Harmonia.
A popularidade da marrabenta atinge novo pico na década de 1980 com bandas como Eyuphuro e Orquestra Marrabenta Star de Moçambique. Mais tarde, a banda moçambicana Mabulu misturou os estilos rap e marrabenta.

## Alguns artistas e bandas deste estilo
- Neyma
- Gito Baloi
- Dilon Djindji
- Ghorwane
- Grupo Radio Mocambique
- Marllen
- Mabulu
- Francisco Mahecuane
- António Marcos
- Lisboa Matavel
- Lizha James
- Mingas
- Alberto Mula
- Mario Ntimane
- Nene
- Orquestra Marrabenta Star de Moçambique
- Fany Mpfumo
- Stewart Sukuma
- Wazimbo
- Costa Neto